# Bóng chày tại Đại hội Thể thao Đông Nam Á 2005
Bộ môn Bóng chày tại Đại hội Thể thao Đông Nam Á 2005, được thi đấu tại khu liên hợp thể thao Rezal Memorial ở thủ đô Manila, Philippines, từ ngày 28 tháng 11 cho đến ngày 4 tháng 12 năm 2005 tranh một bộ huy chương ở nội dung dành cho nam. Bóng chày không phải là môn thể thao thường được thi đấu tại SEA Games, lần này có mặt trong nội dung thi đấu do là một môn thể thao rất phổ biến và được hâm mộ của nước chủ nhà Philippines.
| Tổng sắp huy chương SEA Games 2005 Bộ môn bóng chày |             |      |     |      |      |
| Hạng                                                | Đoàn        | Vàng | Bạc | Đồng | Tổng |
| 1                                                   | Philippines | 1    | 0   | 0    | 1    |
| 2                                                   | Thái Lan    | 0    | 1   | 0    | 1    |
| 3                                                   | Indonesia   | 0    | 0   | 1    | 1    |
|                                                     | Tổng        | 1    | 1   | 1    | 3    |

## Bảng thành tích
| Vàng        | Bạc      | Đồng      |
| ----------- | -------- | --------- |
| Philippines | Thái Lan | Indonesia |